# Luke Kornet
 Luke Francis Kornet (Texas, 15 de julho de 1995) é um jogador norte-americano de basquete profissional que atualmente joga no San Antonio Spurs da National Basketball Association (NBA).
Ele jogou basquete universitário em Vanderbilt. Ele é o líder de todos os tempos da NCAA em três pontos feitos por qualquer jogador com 2,10 de altura ou mais. Kornet se tornou campeão da NBA ao vencer as Finais da NBA de 2024 com os Celtics. Em 2025, após o fim da temporada, ele se tornou agente livre, assinando um contrato de US$ 41 milhões em 4 anos com o San Antonio Spurs

## Carreira universitária
Kornet teve médias de 8,9 pontos, 4,8 rebotes e 1,6 bloqueios em 24,1 minutos em 128 jogos durante sua carreira de quatro anos na Universidade de Vanderbilt.
Durante seu último ano, ele teve médias de 13,2 pontos, 6,2 rebotes e 2,0 bloqueios em 35 partidas, sendo selecionado para a Equipe da SEC e para a Equipe Defensiva da SEC.
Ele detém o recorde da NCAA de três pontos feito por um jogador de 2,10 de altura e é o maior bloqueador de todos os tempos de Vanderbilt com 210.
Em 12 de janeiro de 2016, Kornet terminou o jogo com o segundo triplo-duplo da história de Vanderbilt com 11 pontos e 11 rebotes, ajudando a equipe a derrotar Auburn por 75-57.

## Carreira profissional

### New York Knicks (2017–2019)
Depois de não ser selecionado no Draft da NBA de 2017, Kornet se juntou ao New York Knicks para a NBA Summer League de 2017.
Em 3 de julho de 2017, ele assinou um contrato de mão dupla com os Knicks e o Westchester Knicks da G-League.
Em 8 de fevereiro de 2018, com os pais presentes, Kornet estreou na NBA contra o Toronto Raptors. Ele terminou o jogo com um duplo-duplo de 11 pontos e 10 rebotes em 22 minutos. Ele foi o segundo estreante dos Knicks na história a estrear com um duplo-duplo.
Em 6 de julho de 2018, Kornet assinou um contrato padrão de 1 ano e US$1.6 milhões com os Knicks. Em 9 de abril de 2019, ele registrou um duplo-duplo de 12 pontos e 13 rebotes na vitória por 96-86 sobre o Chicago Bulls.

### Chicago Bulls (2019–2021)
Em 17 de julho de 2019, Kornet assinou um contrato de 2 anos com garantia total de US$ 4,5 milhões com o Chicago Bulls.

### Boston Celtics (2021)
Em 25 de março de 2021, Kornet foi negociado com o Boston Celtics em uma troca de três equipes que também envolveu o Washington Wizards. Ele renovou com os Celtics em 16 de outubro mas foi dispensado naquele dia.

### Maine Celtics (2021)
Em 23 de outubro, Kornet assinou com o Maine Celtics como jogador afiliado. Em 10 jogos, ele teve médias de 11,9 pontos, 7,5 rebotes, 3,9 assistências e 2,7 bloqueios em 27,4 minutos.

### Cleveland Cavaliers (2021)
Em 21 de dezembro de 2021, Kornet assinou um contrato de 10 dias com o Cleveland Cavaliers.

### Milwaukee Bucks (2022)
Em 3 de janeiro de 2022, Kornet assinou um contrato de 10 dias com o Milwaukee Bucks.

### Retorno ao Maine (2022)
Em 14 de janeiro de 2022, Kornet foi readquirido pelo Maine Celtics.

### Retorno a Boston (2022–Presente)
Em 11 de fevereiro de 2022, Kornet assinou um contrato de restante da temporada com o Boston Celtics. Ele e os Celtics chegaram às finais da NBA e perderam para o Golden State Warriors em seis jogos.
Kornet assinou um contrato de 2 anos e US$4.5 milhões com os Celtics. Kornet se tornou campeão da NBA quando os Celtics derrotaram o Dallas Mavericks em 5 jogos nas Finais da NBA de 2024. Em 2 de julho de 2024, ele renovou seu contrato com os Celtics.
Kornet é conhecido por desenvolver um método não ortodoxo de contestação de arremessos, que ele chama de "The Eclipse" (O Eclipse). Nessa técnica, também conhecida como "Kornet Contest", ele salta com ambas as mãos levantadas e centradas sobre sua cabeça, independentemente da distância do arremessador. O objetivo é bloquear visualmente a cesta e distrair o arremessador, evitando a possibilidade de cometer uma falta por contato. Até 6 de dezembro de 2022, os arremessadores adversários acertaram 5 de 18 tentativas contra o "Eclipse" de Kornet. Embora seja uma amostra pequena, essa taxa de conversão de 28% foi bem abaixo da média da liga, que é de 38% de acertos em tentativas de arremessos de 3 pontos. O "Eclipse" já foi tentado por outros jogadores, incluindo Marcus Smart e Jalen Duren.

## Estatísticas da carreira

### NBA

#### Temporada regular
| Ano      | Equipe    | PJ  | PT | MPJ  | AP   | 3P    | LL   | RT  | AS  | BR | TO  | PPJ |
| -------- | --------- | --- | -- | ---- | ---- | ----- | ---- | --- | --- | -- | --- | --- |
| 2017–18  | New York  | 20  | 1  | 16.3 | .392 | .354  | .727 | 3.2 | 1.3 | .3 | .8  | 6.7 |
| 2018–19  | New York  | 46  | 18 | 17.0 | .378 | .363  | .826 | 2.9 | 1.2 | .6 | .9  | 7.0 |
| 2019–20  | Chicago   | 36  | 14 | 15.5 | .439 | .287  | .714 | 2.3 | .9  | .3 | .7  | 6.0 |
| 2020–21  | Chicago   | 13  | 0  | 7.2  | .333 | .261  | .500 | 1.2 | .3  | .2 | .5  | 2.0 |
| 2020–21  | Boston    | 18  | 2  | 14.1 | .473 | .250  | .500 | 2.9 | 1.1 | .1 | 1.4 | 4.4 |
| 2021–22  | Cleveland | 2   | 0  | 7.5  | .200 | .000  | .667 | 1.5 | .5  | .0 | .5  | 2.0 |
| 2021–22  | Milwaukee | 1   | 0  | 6.0  | .000 | –     | –    | 1.0 | .0  | .0 | .0  | .0  |
| 2021–22  | Boston    | 12  | 0  | 7.1  | .571 | .000  | .667 | 2.1 | .7  | .3 | .2  | 2.2 |
| 2022–23  | Boston    | 69  | 0  | 11.7 | .665 | .231  | .821 | 2.9 | .8  | .2 | .7  | 3.8 |
| 2023–24  | Boston †  | 63  | 7  | 15.6 | .700 | 1.000 | .907 | 4.1 | 1.1 | .4 | 1.0 | 5.3 |
| Carreira | Carreira  | 280 | 42 | 11.7 | .415 | .305  | .703 | 2.4 | .7  | .2 | .6  | 3.9 |

#### Playoffs
| Ano      | Equipe   | PJ | PT | MPJ  | AP    | 3P    | LL    | RT  | AS | BR | TO | PPJ |
| -------- | -------- | -- | -- | ---- | ----- | ----- | ----- | --- | -- | -- | -- | --- |
| 2021     | Boston   | 2  | 0  | 2.5  | 1.000 | .000  | .500  | 1.5 | .0 | .0 | .0 | 1.5 |
| 2022     | Boston   | 9  | 0  | 2.1  | .750  | 1.000 | .000  | .6  | .1 | .0 | .0 | .8  |
| 2023     | Boston   | 8  | 0  | 4.0  | .875  | 1.000 | 1.000 | 1.3 | .0 | .0 | .1 | 2.1 |
| 2024     | Boston † | 13 | 0  | 10.2 | .667  | —     | .846  | 3.2 | .5 | .1 | .4 | 3.0 |
| Carreira | Carreira | 32 | 0  | 4.6  | .823  | .666  | .586  | 1.6 | .1 | .0 | .1 | 1.8 |

### Universidade
| Ano      | Equipe     | PJ  | PT | MPJ  | AP   | 3P   | LL   | RT  | AS  | BR  | TO  | PPJ  |
| -------- | ---------- | --- | -- | ---- | ---- | ---- | ---- | --- | --- | --- | --- | ---- |
| 2013–14  | Vanderbilt | 30  | 2  | 15.4 | .344 | .236 | .533 | 2.3 | .8  | .3  | .6  | 4.0  |
| 2014–15  | Vanderbilt | 35  | 14 | 21.6 | .495 | .400 | .764 | 3.4 | 1.1 | .2  | 1.1 | 8.7  |
| 2015–16  | Vanderbilt | 28  | 25 | 27.4 | .403 | .280 | .690 | 7.3 | 1.5 | .5  | 3.0 | 8.9  |
| 2016–17  | Vanderbilt | 35  | 35 | 31.5 | .406 | .327 | .857 | 6.2 | 1.2 | .5  | 2.0 | 13.2 |
| Carreira | Carreira   | 128 | 76 | 23.9 | .412 | .310 | .711 | 4.8 | 1.1 | 0.3 | 1.6 | 8.7  |

Fonte:

## Prêmios e Homenagens
NBA
- Campeão da NBA: 2024

## Vida pessoal
Kornet é filho do ex-jogador de Vanderbilt e NBA, Frank Kornet. Sua irmã Nicole jogou basquete em Oklahoma e UCLA. Ele também tem um irmão chamado John.

Kornet é um católico devoto e mantém um blog com igrejas que visita durante sua carreira de jogador. Ele é casado com sua esposa Tierney e tem dois filhos.